# Dolina Padina
FK Dolina Padina, serb.: ФK Дoлинa Пaдинa – serbski klub piłkarski z Padiny. Został utworzony w 1938 roku. Obecnie występuje w V lidze.